# Kyzyl
Kyzyl (ryska: Кызы́л, tuvinska: Кызыл) är huvudstaden i delrepubliken Tuva i södra Sibirien i Ryssland. Staden har lite mer än 100 000 invånare och är belägen vid sammanflödet av floderna Stora Jenisej (Ka-Chem på tuvinska) och Lilla Jenisej (Bi-Chem) i Jenisej (Ulug-Chem). Staden grundades av ryssar 1914 som Belotsarsk. År 1918 bytte den namn till Khem-Beldyr innan den 1926 fick namnet Kyzyl som på tuvinska betyder "röd". Staden är bland annat känd för ett monument som sägs ha rests av en engelsman på 1800-talet vid platsen för Asiens mittpunkt.